# 御代志站

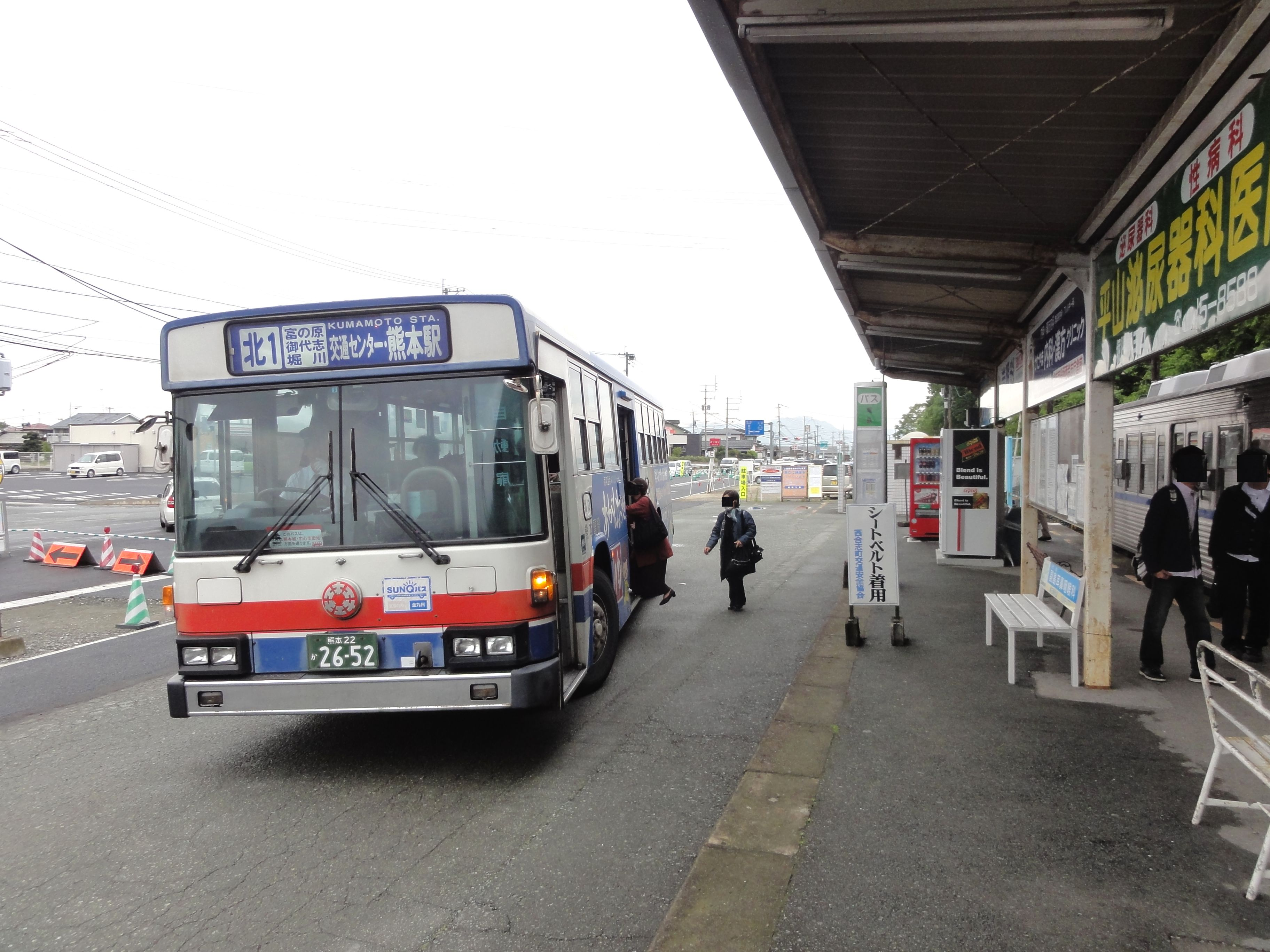
巴士路線到達時的情況

御代志站（日语：／ Miyoshi eki */?）是位於熊本縣合志市御代志東海林，熊本電氣鐵道的菊池線車站（終點站）。車站編號為KD19。
在1986年（昭和61年）前，菊池線曾經繼續延伸至菊池站。

## 歷史
- 1913年（大正2年）8月27日：車站啟用。
- 1959年（昭和34年）10月1日：車站遷移。
- 1963年（昭和38年）4月1日：撒走交會設備，同時成為無人車站。
- 1986年（昭和61年）2月16日：此站至菊池之間廢止，使此站成為終點站。
- 2015年（平成27年）4月1日：此站可以使用交通系IC卡「熊本地域振興IC卡（日语：熊本地域振興ICカード）（熊本熊之IC CARD）」[1]。
- 2019年（令和元年）10月1日：此站引入車站編號[2]。

## 車站構造
車站是一座地面車站，設有1面1線的單式月台。此站是無人車站。車站大樓與巴士站為一體化設計。使鐵路乘客可方便地轉乘巴士前往菊池方向。
曾經此站設有木造車站大樓，當時為有人車站，設有1面2線的島式月台，另外設有貨物側線和貨物專用月台，可進行列車交會。後來在1963年撒走列車交會設備（撒走靠近日田街道一方的路軌），並成為無人車站。木造車站大樓在成為無人車站後拆毀。成為只有1面1線的單式月台和貨物側線的無人車站。在1986年，此站至菊池之間的路段廢止，轉為巴士服務，為了方便乘客前往菊池溫泉，把貨物側線和貨物專用月台撤走，交會設備遺蹟也撤走，並重建為一個巴士迴旋路，在該處設置巴士站，造成月台與巴士站一體化的設計。現時列車進站會需經過小型S彎，這是由於曾經此站可進行列車交會。
月台入口中設有IC卡讀卡機（只限入閘）。
隨著進行土地調整計劃，預計於2022年春天向南邊遷移車站。

## 使用狀況
在2014年度，平均每日乘車人次為379人。
| 年度   | 1日平均 乘車人次 | 1日平均 上下車人次 |
| ------ | ---------------- | ------------------ |
| 2012年 | 321              | 662                |
| 2013年 | 349              | 719                |
| 2014年 | 379              | 780                |
| 2015年 | 517              | 1,027              |
| 2016年 | 550              | 1,082              |
| 2017年 | 577              | 1,086              |
| 2018年 | 447              | 885                |

## 車站周邊
- 合志市政廳西合志廳舍（舊・西合志町（日语：西合志町）公所）
- 合志市西合志圖書館（日语：合志市西合志図書館）
- 合志市西合志鄉土資料館
- 西合志郵局
- 國立療養所菊池惠楓園（日语：国立療養所菊池恵楓園）
- 熊本縣農業公園（日语：熊本県農業公園）
- 國道387號

## 巴士路線
御代志巴士站
- 電鐵巴士
  - C1-1
    - 前往辻久保（經大池（日语：大池駅 (熊本県)））
    - 前往櫻町巴士總站（日语：熊本桜町バスターミナル）、熊本站（經堀川、國道）

  - C1-2、C3-2
    - 前往菊池廣場（日语：菊池駅）（經富之原）
    - 前往櫻町巴士總站、熊本站（經堀川/山室（日语：山室 (熊本市)）、國道）

  - C1-3、C3-3
    - 前往菊池溫泉（日语：菊池温泉）（經富之原（日语：富の原駅））
    - 前往櫻町巴士總站、熊本站、蓮台寺（日语：蓮台寺 (熊本市)）（經堀川/山室、國道）

  - C1-4
    - 前往菊池廣場（經富之原）
    - 前往櫻町巴士總站（經須屋站、堀川）

  - 沒有編號
    - 前往菊池溫泉（經田島（日语：田島村 (熊本県)）、七城（日语：七城町））
    - 前往再春莊醫院（日语：熊本再春医療センター）

熊本市內方向的巴士路線與鐵路線並行。

## 相鄰車站
熊本電氣鐵道
■菊池線
再春醫療中心前（KD18）－御代志（KD19）

### 曾經存在的路線
熊本電氣鐵道
■菊池線
御代志－大池

## 注腳
1. 1 2  電鉄電車（菊電）でのご利用 （页面存档备份，存于）（日語）（熊本熊之IC CARD）
2. ↑  電車 「駅ナンバリング」導入のお知らせ （页面存档备份，存于）（日語） - 熊本電氣鐵道，2019年8月15日，同日參閲。
3. ↑  御代志土地区画整理事業情報誌2月号 （页面存档备份，存于）（日語） - 御代志未來，2021年2月
4. ↑  .   [2021-05-02]. （原始内容存档于2017-09-27）.
5. ↑  国土数値情報(駅別乗降客数データ)  （页面存档备份，存于）（日語） - 國土交通省，2018年12月10日參閲
6. ↑   （页面存档备份，存于）（日語） - 九州運輸要覧，2018年3月28日參閲
7. ↑   （页面存档备份，存于）（日語） - 九州運輸要覧，2018年3月28日參閲
8. ↑   （页面存档备份，存于）（日語） - 九州運輸要覧，2018年3月26日參閲
9. ↑   （页面存档备份，存于）（日語） - 九州運輸要覧，2018年3月28日參閲
10. ↑   （页面存档备份，存于）（日語） - 九州運輸要覧，2019年6月30日參閲
11. ↑   （页面存档备份，存于）（日語） - 九州運輸要覧，2019年7月3日參閲
12. ↑  令和元年度版 九州運輸要覧 （页面存档备份，存于）（日語） ，2020年9月19日參閲

## 外部連結
- 御代志站 （页面存档备份，存于）（日語）（路線圖、車站情報） - 熊本電氣鐵道